# Miloslav Pokorný
Miloslav Pokorný, född 5 oktober 1926 i Prag, död 8 november 1948 i Engelska kanalen, var en tjeckoslovakisk ishockeyspelare.
Han blev olympisk silvermedaljör i ishockey vid vinterspelen 1948 i Sankt Moritz.